# Cronologia do Universo

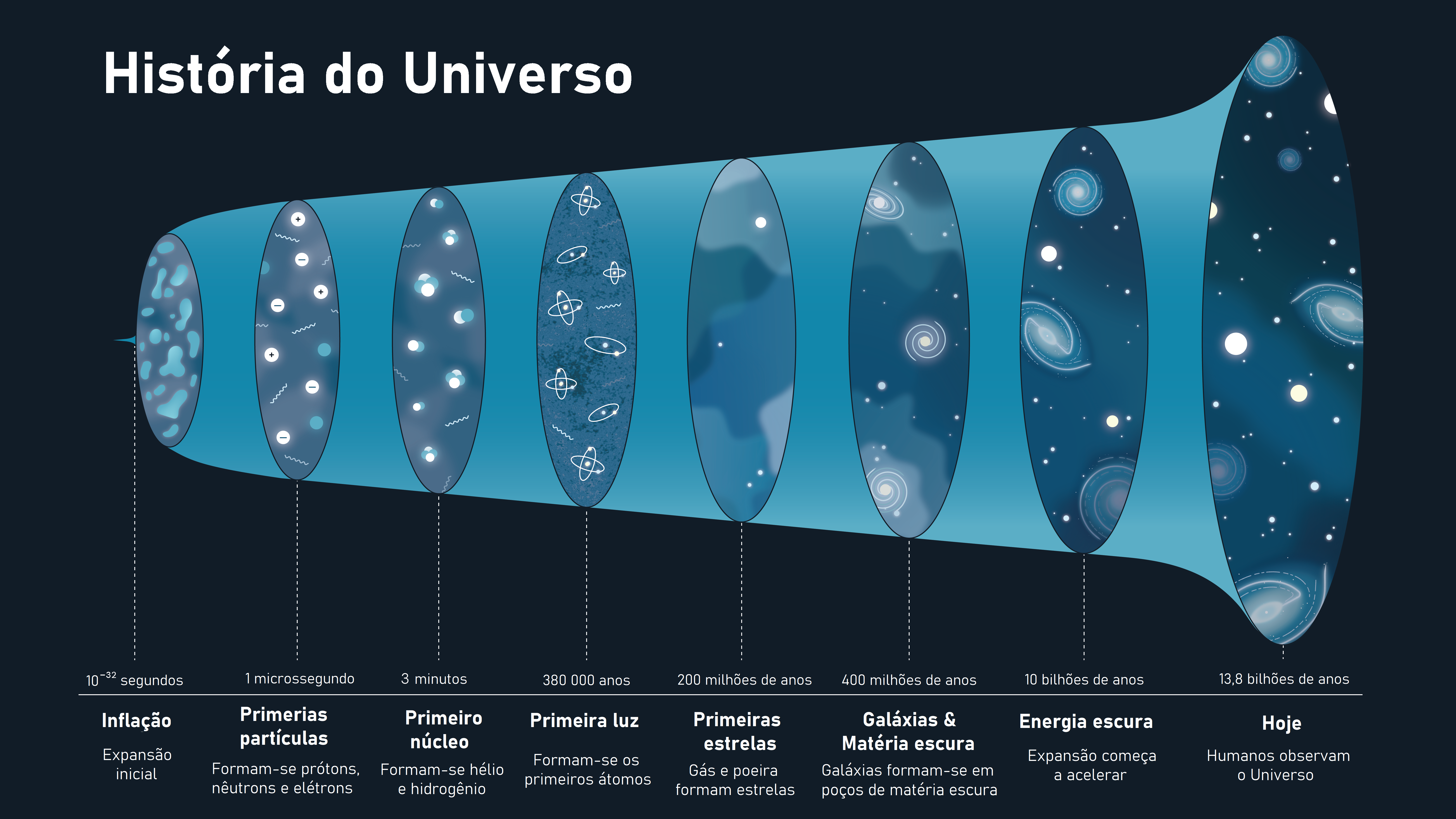
História do Universo e seus principais momentos.

A cronologia do Universo descreve o passado e futuro do Universo. De acordo com o modelo de cosmologia padrão, quanto mais no passado do Universo, menor e mais denso ele era. Como consequência, a densidade de energia aumenta conforme nos aproximamos de seu início. O aumento da densidade cria ambientes extremos com altos níveis de energia, fazendo com que as partículas, e até mesmo as leis da física, exibam comportamentos diferentes dos usuais. Os dados observacionais mais recentes da missão Planck indicam que a idade do Universo é 13,797 {\displaystyle \pm } 0,023 bilhões de anos.

## Esboço

### Cronologia em cinco estágios
Para os propósitos deste resumo, é conveniente dividir a cronologia do universo desde que se originou, em cinco partes. Geralmente, é considerado sem sentido ou incerto se o tempo existia antes desta cronologia:
O Universo muito primitivo
O primeiro picossegundo (10-12) do tempo cósmico. Inclui a Era de Planck, durante a qual as leis da física atualmente compreendidas podem não se aplicar; o surgimento em estágios das quatro interações ou forças fundamentais conhecidas - a primeira gravitação e posteriormente, as interações eletromagnéticas, fracas e fortes; e a expansão do próprio espaço e o super-resfriamento do universo ainda imensamente quente devido à inflação cósmica, que acredita-se ter sido desencadeado pela separação da interação forte e eletrofraca.
Acredita-se que pequenas ondulações no universo, nesta fase, sejam a base de estruturas de larga escala que se formaram muito mais tarde. Diferentes estágios do universo primitivo são compreendidos em diferentes extensões. As partes anteriores estão além do alcance de experimentos práticos em física de partículas, mas podem ser exploradas por outros meios.
O Universo primitivo
Com duração de cerca de 370 mil anos. Inicialmente, vários tipos de partículas subatômicas são formados em estágios. Essas partículas incluem quantidades quase iguais de matéria e antimatéria; portanto, a maioria aniquila rapidamente, deixando um pequeno excesso de matéria no universo.
Em cerca de um segundo, os neutrinos se dissociam; esses neutrinos do fundo de neutrinos cósmicos (CνB). Se existem buracos negros primordiais, eles também são formados aproximadamente um segundo do tempo cósmico. Composição de partículas subatômicas emergem—incluindo prótons e nêutrons—se formam ao longo de 2 minutos, condições são adequados para a nucleossíntese: cerca de 25% dos prótons e todos os nêutrons se fundem em elementos mais pesados, inicialmente o deutério, que rapidamente se funde rapidamente no hélio-4.
Em 20 minutos, o universo não está mais quente o suficiente para a fusão nuclear, mas é quente demais para que átomos neutros existam ou fótons viajem para longe. Portanto, é uma plasma opaca. Em cerca de 47 mil anos, à medida que o universo esfria, seu comportamento começa a ser dominado pela matéria e não pela radiação. Em cerca de 100 mil anos, o hidreto de hélio é a primeira molécula. (Muito mais tarde, o hidrogênio e o hidreto de hélio reagem para formar hidrogênio molecular, o combustível necessário para as primeiras estrelas.)
Em cerca de 370 mil anos, o universo finalmente se torna frio o suficiente para formar átomos neutros ("recombinação") e como resultado, também se torna transparente pela primeira vez. Os átomos recém-formados–principalmente hidrogênio e hélio com traços de lítio–atingem rapidamente seu estado mais baixo de energia (estado fundamental) liberando fótons ("desacoplamento de fótons"), e esses fótons ainda podem ser detectados hoje como o fundo cósmico de microondas (CMB). Atualmente, é a observação mais antiga que temos do Universo.
Idade das Trevas e surgimento da estrutura em larga escala
De 370 mil anos até cerca de 1 bilhão de anos. Após recombinação e dissociação, o universo era transparente, mas as nuvens de hidrogênio apenas entraram em colapso muito lentamente para formar estrelas e galáxias, então não havia novas fontes de luz. Os únicos fótons (radiação eletromagnética, ou "luz") no universo foram os liberados durante a dissociação (hoje visível como fundo cósmico de microondas) e emissão de rádio 21 cm ocasionalmente emitido por átomos de hidrogênio. Os fótons dissociados teriam preenchido o universo com um brilho laranja pálido brilhante no início, gradualmente mudando para vermelho não visível depois de cerca de 3 milhões de anos, deixando-o sem luz visível. Este período é conhecido como a Idade cósmica das Trevas.
Entre 10 e 17 milhões de anos, a temperatura média do universo foi adequada para água líquida de 273 K (−0,150 °C)–373 K (99,9 °C) e especula-se se planetas rochosos ou mesmo a vida poderiam ter surgido brevemente, uma vez que estatisticamente uma pequena parte do universo poderia ter condições diferentes das demais como resultado de uma flutuação estatística muito improvável e ter recebido calor do universo como um todo.
Em algum momento, cerca de 200 a 500 milhões de anos, as primeiras gerações de estrelas e galáxias se formam (horários exatos ainda estão sendo pesquisados) e grandes estruturas emergem gradualmente, atraídas pelo filamento na forma de espuma da matéria escura, filamentos que já começaram a se unir por todo o universo. As primeiras gerações de estrelas ainda não foram observadas astronomicamente. Eles podem ter sido enormes (100-300 massas solares) e não-metálicos, com vida útil muito curta em comparação com a maioria das estrelas que vemos hoje; terminam de queimar seu combustível de hidrogênio e explosão enérgica altamente das supernovas instabilidade de pares e depois de meros milhões de anos. Outras teorias sugerem que eles podem ter incluído pequenas estrelas, algumas talvez ainda aquecendo hoje. Em ambos os casos, essas primeiras gerações de supernovas criaram a maior parte cotidiana dos elementos, que vemos ao nosso redor até hoje e semeiam o universo com elas.
Aglomerado de galáxias se superaglomerados surgem com o tempo. Em algum momento, fótons de alta energia das estrelas mais antigas, galáxias anãs e talvez quasares levam a um período de reionização que começa gradualmente entre 250 a 500 milhões de anos, é concluído em cerca de 700-900 milhões de anos e diminui em cerca de 1 bilhão de anos (horários exatos ainda sendo pesquisados). O universo transitou gradualmente para o universo que vemos ao nosso redor hoje, e a Idade das Trevas só chegou ao fim em cerca de 1 bilhão de anos.
O Universo como aparece hoje
Desde 1 bilhão de anos e por cerca de 12,8 bilhões de anos, o universo tem a mesma aparência de hoje. Ele continuará parecendo muito semelhante por muitos bilhões de anos no futuro. O disco fino da nossa galáxia começou a se formar em cerca de 5 bilhões de anos (8.8 Gya), e a Sistema Solar formado em cerca de 9,2 bilhões de anos (4,6 Gya), com os primeiros traços de vida na Terra emergindo em cerca de 10,3 bilhões de anos (3,5 Gya).
De cerca de 9,8 bilhões de anos de tempo cósmico, a lenta expansão do espaço gradualmente começa a acelerar sob a influência da energia escura, que pode ser um campo escalar em todo o universo. O universo atual é bem compreendido, mas além de cerca de 100 bilhões de anos de tempo cósmico (cerca de 86 bilhões de anos no futuro), as incertezas no conhecimento atual significam que temos menos certeza de qual caminho nosso universo seguirá.
O futuro distante e o destino final
Em algum momento o Era Estelífera terminará quando as estrelas não estiverem mais nascendo, e a expansão do universo significará que o universo observável se torne limitado às galáxias locais. Existem vários cenários para o futuro distante e o Destino final do universo. Um conhecimento mais exato do nosso universo atual permitirá que eles sejam melhor compreendidos.

### Índice de tabela
Nota: A temperatura da radiação na tabela abaixo refere-se à radiação cósmica de fundo e é fornecida por 2.725·(1+z), onde z é o desvio para o vermelho.
| Era                                                                            | Tempo | Desvio para o vermelho | Radiação por temperatura (Energia) | Descrição |
| ------------------------------------------------------------------------------ | --- | ---------------------- | ---------------------------------- | --- |
| Era de Planck                                                                  | <10−43 s |                        | >1032 K (>1019 GeV)                | A escala de Planck é a escala física além da qual as teorias físicas atuais podem não se aplicar e não pode ser usada para calcular o que aconteceu. Durante a era de Planck, supõe-se que a cosmologia e a física tenham sido dominadas pelos efeitos quânticos da gravidade. |
| Era da Grande Unificação                                                       | <10−36 s |                        | >1029 K (>1016 GeV)                | As três forças do Modelo Padrão são unificadas (assumindo que a natureza seja descrita por uma Teoria da Grande Unificada). |
| Era Inflacionária, Era Eletrofraca                                             | <10−32 s |                        | 1028 K ~ 1022 K (1015 ~ 109 GeV)   | Na Inflação cósmica, o espaço está expandindo por uma ordem de fatores em 1026 sobre uma ordem temporal de 10−33 até 10−32 segundos. O universo é super-esfriamento em cerca de 1027 caindo para 1022 kelvins. A força forte torna-se separada pela força eletrofraca.         |
| Era Quark                                                                      | 10−12 s ~ 10−6 s |                        | >1012 K (>100 MeV)                 | As forças do modelo padrão teve separação, mas também teve energia mais alta de quarks para se aglutinar nos hádrons, em vez disso, formando um plasma de quarks e glúons. Estas são as energias mais altas diretamente observáveis no Grande Colisor de Hádrons.              |
| Era Hádron                                                                     | 10−6 s ~ 1 s |                        | >1010 K (>1 MeV)                   | Quarks possui limite para dentro de hádrons. Uma ligeira assimetria de resultados da matéria-antimatéria (assimetria de bárions) das fases anteriores de anti-hádrons são eliminados.                                                                                          |
| Neutrino em decomposição                                                       | 1 s |                        | 10 K (1 MeV)                       | |
| Era Lépton                                                                     | 1 s ~ 10 s |                        | 10 K ~ 109 K (1 MeV ~ 100 keV)     | |
| Nucleossíntese do Big Bang                                                     | 10 s ~ 103 s |                        | 109 K ~ 107 K (100 keV ~ 1 keV)    | |
| Era Fóton                                                                      | 10 s ~ 1 168·1013 s (370 ka) |                        | 109 K ~ 4 000 K (100 keV ~ 0,4 eV) | |
| Recombinação                                                                   | 370 ka | 1 100                  | 4 000 K (0.4 eV)                   | |
| Idade cósmica das trevas                                                       | 370 ka ~? 150 Ma (Só termina totalmente em cerca de 1 Ga) | 1 100 ~ 20             | 4 000 K ~ 60 K                     | |
| Formação e evolução de galáxias                                                | Galáxias mais antigas: de cerca de ?300-400 Ma (primeiras estrelas: semelhantes ou anteriores) Galáxias mais novas: 1 Ga ~ 10 Ga (Horários exatos sendo pesquisados) | De cerca de 20         | De cerca de 60 K                   | |
| Reionização                                                                    | Início de 250 Ma ~ 500 Ma Completo: 700 Ma ~ 900 Ma Fim: 1 Ga (Todos os horários são aproximados)                                                                    | 20 ~ 6                 | 60 K ~ 19 K                        | |
| Tempo recente                                                                  | 13,8 Ga | 0                      | 2,7 K                              | |
| Subdivisões alternativas da cronologia (sobreposição de vários períodos acima) | |                        |                                    | |
| Era da dominação da radiação                                                   | Para inflação (~ 10−32 sec) ~ 47 ka | >3 600                 | >104 K                             | |
| Era da dominação da matéria                                                    | 47 ka ~ 9,8 Ga | 3 600 ~ 0,4            | 104 K ~ 4 K                        | |
| Era da dominação de energia escura                                             | >9,8 Ga | <0.4                   | <4 K                               | |
| Era Estelífera                                                                 | 150 Ma ~ 100 Ga | 20 ~ −0,99             | 60 K ~ 0,03 K                      | |
| Futuro distante                                                                | >100 Ga | <−0,99                 | <0,1 K                             | |

## Big Bang

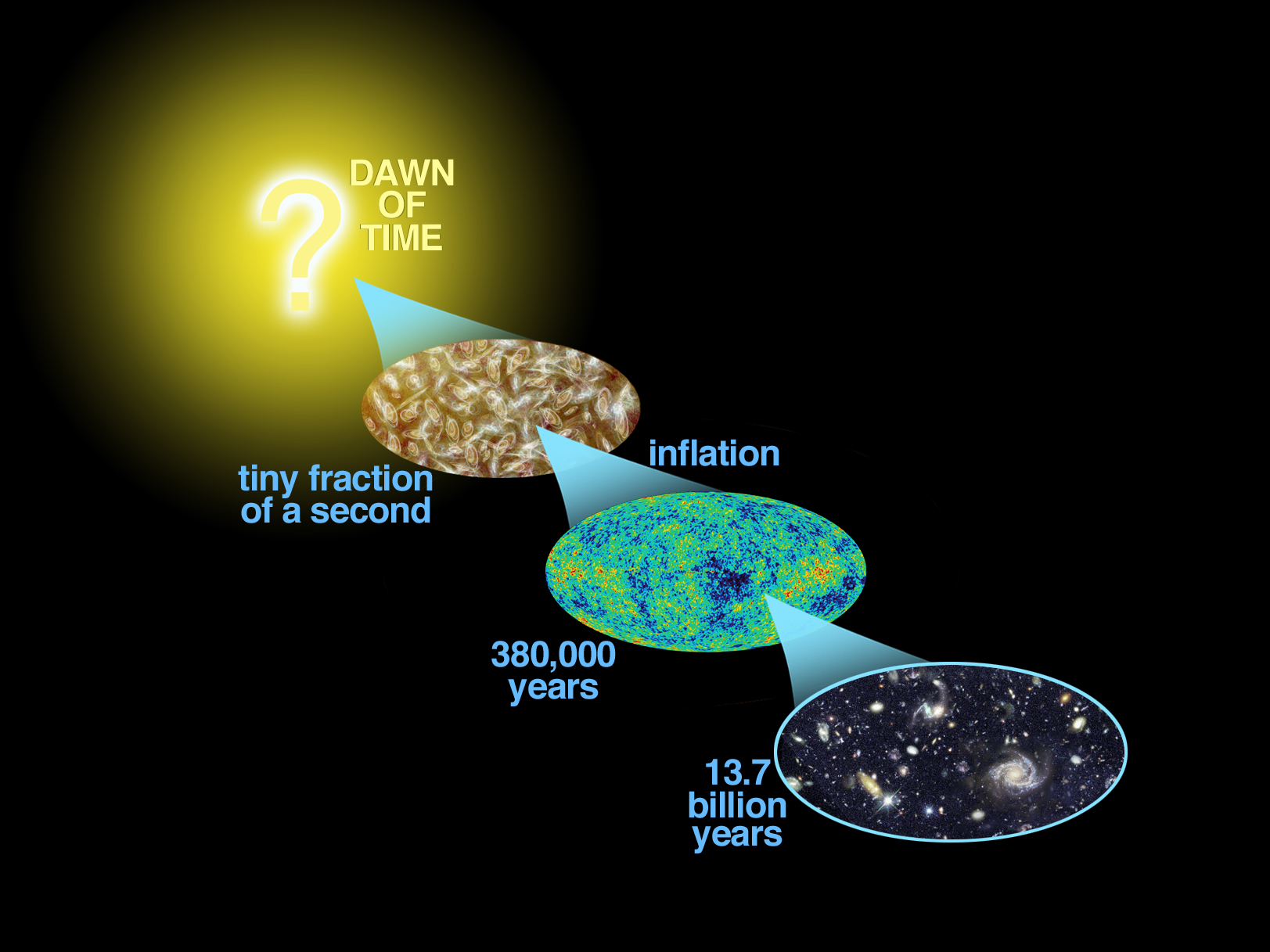
História cósmica

O modelo padrão de cosmologia é baseado em um modelo de espaço-tempo denominado pela métrica de Friedmann – Lemaître – Robertson – Walker (FLRW). Uma métrica fornece uma medida de distância entre objetos, e a métrica FLRW é a solução exata das equações de campo de Einstein (EFE) se algumas propriedades-chave do espaço, como homogeneidade e isotropia, forem consideradas verdadeiras. A métrica FLRW se aproxima muito de outras evidências, mostrando que o universo se expandiu desde o Big Bang.

## O Universo muito primitivo
Toda a compreensão que se tem do começo do Universo (Cosmogonia), é especulativa. Nenhum acelerador de partículas atualmente existente possui energia suficiente para provar com certeza aquilo que possa ter ocorrido neste período. Os cenários são completamente diferentes. Algumas das teorias existentes são a de Hartle-Hawking, a teoria das cordas, expansão das partículas, cosmologia das cordas de gás, e a teoria Wielkiej Kraksy (Universo ekpyrótico). Algumas dessas teorias são associadas, outras não.

### A Era de Planck
Até 10-43 segundos após o Big Bang
Se supersimetria está correta, então neste tempo as quatro forças fundamentais – eletromagnetismo, força nuclear fraca, força nuclear forte e gravidade – todas teriam a mesma intensidade, então elas possivelmente eram unificadas em uma única força fundamental. Pequeno é nosso conhecimento sobre esta era, embora diferentes teorias façam diferentes predições. A teoria de Einstein da relatividade geral prediz um singularidade gravitacional antes deste tempo, mas sob estas condições se espera que a teoria sofra uma queda de suas leis devido a efeitos quânticos. Físicos esperam que teorias propostas de gravidade quântica, tais como a teoria das cordas e a gravidade quântica em loop, irão eventualmente conduzir a um melhor entendimento desta era.

### A Era da Grande Unificação
Entre 10-43 segundos e 10-36 segundos após o Big Bang
Com a expansão do universo e resfriamento da época Planck, a gravidade começou a separação da interações de gauge fundamentais: o eletromagnetismo e as forças nucleares forte e fraca. A Física nesta escala pode ser descrita por uma grande teoria da unificação na qual a teoria de gauge do modelo padrão esteja embutida num grupo maior, que é dividido para produzir as forças observadas na natureza. Eventualmente, a grande unificação foi quebrada, separando-se a força nuclear forte da força eletrofraca. Isto, então, deve ter produzido os monopólos magnéticos.

### A Era Eletrofraca
Entre 10-36 segundos e 10-32 segundos após o Big Bang 
A temperatura do universo é alta o suficiente para fundir eletromagnetismo e a interação fraca em uma única interação eletrofraca. Interações de partículas são suficientemente energéticas para criar um grande número de partículas exóticas, incluindo bósons W e Z e bóson de Higgss.

### A Era Inflacionária e a rápida expansão do espaço
Entre 10-32 segundos e (?) segundos após o Big Bang
A temperatura e, portanto, o tempo, no qual ocorre a inflação cósmica não é conhecido com certeza. Durante a inflação, o universo é achatado e o universo entra em um fase de rápida expansão homogênea e isotrópica  em que as sementes da formação da estrutura são fixadas na forma de um espectro primordial de quase-flutuações de escala invariante. Alguma energia dos fótons torna-se virtuais quarks e híperons, mas estas partículas rapidamente em caimento. Um cenário sugere que, antes de inflação cósmica, o universo era frio e vazio, e o imenso calor e energia associada com as fases iniciais do Big Bang foi criada através da mudança de fase associada com o fim da inflação.
Este rápido aumento da expansão das dimensões lineares do início do universo por um factor de pelo menos 1026 (e possivelmente um factor muito maior), e assim o seu volume aumentado por um factor de pelo menos 1078.
A expansão é pensado para ter sido desencadeada pela transição de fase que marcou o final do precedente era da grande unificação em aproximadamente 10−36 segundos após o Big Bang. Um dos produtos teóricos desta transição de fase foi um campo escalar chamado o campo ínflaton. Como este campo se estabeleceram em seu estado de energia mais baixo em todo o universo, é gerada uma força repulsiva que levou a uma rápida expansão do espaço. Esta expansão explica várias propriedades do universo atual que são difíceis de explicar sem uma época tão inflacionária.
Não se sabe exatamente quando a época terminou inflacionária, mas acredita-se ter sido entre 10−33 and 10−32 segundos após o Big Bang. A rápida expansão do espaço fez com que as partículas elementares que restaram da época grandiosa unificação foram agora distribuídos muito fina em todo o universo. No entanto, o enorme potencial energético do campo a inflação foi lançado no final da época inflacionária, repovoar o universo com um denso, mistura quente de quarks, anti-quarks e glúons como ele entrou na era eletrofraca.
Em 17 de março de 2014, os astrofísicos do BICEP2 colaboração anunciou a detecção de inflacionários de ondas gravitacionais no modo B no espectro de potência, fornecendo a primeira evidência experimental clara para a inflação cosmológica e o Big Bang. No entanto, em 19 de junho de 2014, reduzido a confiança em confirmar as inflação cósmica descobertas foi relatado.

### Quebra de simetria eletrofraca
Durante o reaquecimento, a expansão exponencial que ocorreu durante a inflação cessa e a energia potencial do campo ínflaton decai para um quente, plasma de partículas relativistas. Se a grande unificação é uma característica do nosso universo, então a inflação cósmica deve ocorrer durante ou após a grande unificação da simetria é quebrada, caso contrário, monopólos magnéticos seria visto no universo visível. Neste ponto, o universo é dominado pela radiação; quarks, elétrons e forma neutrinos.

### Ruptura de supersimetria especulado
Se supersimetria é uma propriedade do nosso universo, então ele deve ser quebrado em uma energia tão baixa quanto 1 TeV, a escala de simetria eletrofraca. As massas das partículas e suas S-partículas, deixará então de ser igual, o que poderia explicar por que razão não há superparceiros de partículas conhecidas que já foram observados.

## O Universo primitivo
Após extremidades da inflação cósmica, o universo é preenchido com um plasma quark-glúon. Deste ponto em diante a física do Universo primordial é melhor compreendido, e menos especulado.

### A Era de Quark
Entre 10-12 segundos e 10-6 segundos após o Big Bang
Em força eletrofraca de simetria, no final da era eletrofraca, todas as partículas são acreditadas para adquirir uma massa através do mecanismo de Higgs, em que o Higgs adquire um valor esperado no vácuo. As interações fundamentais de gravitação, eletromagnetismo, interação forte e interação fraca já tomaram suas formas atuais, mas a temperatura do universo é ainda demasiado elevado para permitir que os quarks se ligar em hádrons.

#### Bariogénese
Não há conhecimento na física que pode explicar o fato de há tantos mais bariões no universo do que antibariões. Para isto de ser explicado, as condições Sakharov deve ser cumprida em algum momento após a inflação. Há indícios de que isso é possível na física conhecida e de estudar as grandes teorias unificadas, mas a imagem completa não é conhecido.

### A Era de Hádron
Entre 10-6 segundos e 1 segundo após o Big Bang
O plasma quark-glúon que compõe o universo resfria até que hádrons, incluindo bárions, como prótons e nêutrons, podem formar. Em cerca de 1 segundo após o Big Bang e começar dissociar os neutrinos de viajar livremente pelo espaço. Este fundo cósmico de neutrinos, enquanto improvável que alguma vez ser observado em detalhes, é análogo a radiação cósmica de fundo que foi emitido muito mais tarde.

### Desacoplamento de neutrino e fundo cósmico de neutrinos (CνB)
Cerca de 1 segundo após o Big Bang
Aproximadamente 1 segundo após o Big Bang os neutrinos se desacoplam e começam a viajar livremente pelo espaço. Como os neutrinos raramente interagem com a matéria, esses neutrinos ainda existem hoje, de maneira análoga à muito posterior radiação cósmica de fundo emitida durante a recombinação, cerca de 370.000 anos após o Big Bang. Os neutrinos desse evento têm uma energia muito baixa, cerca de 10 a 10 vezes menor do que é possível com a detecção direta atual. Mesmo os neutrinos de alta energia são notoriamente difíceis de detectar, então este fundo cósmico de neutrinos (CvB) pode não ser observado diretamente em detalhes por muitos anos, tendo que será.

### Possível formação de buracos negros primordiais
Pode ter ocorrido cerca de 1 segundo após o Big Bang
Os buracos negros primordiais são um tipo hipotético de buraco negro proposto em 1966, que pode ter se formado durante a chamada era de dominação por radiação, devido às altas densidades e condições não homogêneas dentro do primeiro segundo do tempo cósmico. As flutuações aleatórias podem fazer com que algumas regiões se tornem densas o suficiente para sofrer um colapso gravitacional, formando buracos negros. Teorias e entendimentos atuais colocam limites rígidos na abundância e massa desses objetos.

### A Era de Lépton
Entre 1 segundo e 10 segundos após o Big Bang
A maioria dos hádrons e anti-hádrons aniquilar uns aos outros no final da era de hádron, deixando léptons e anti-léptons dominando a massa do universo.
Aproximadamente 3 segundos após o Big Bang a temperatura do universo cai até ao ponto em que os novos pares de léptons/anti-léptons não são criados e a maioria dos léptons e anti-léptons, são eliminados em reações de aniquilação, deixando um pequeno resíduo de léptons.

### A Era de Fóton
Entre 10 segundos e 370 mil anos após o Big Bang
Depois de a maioria dos léptons e anti-léptons são aniquilados no final da era de lépton, as energia do universo é dominado por fótons. Estes fótons ainda estão interagindo com frequência com prótons, elétrons e (eventualmente) núcleos, e continuam a fazê-lo para os próximos 300 mil anos.

### Nucleossíntese de elementos luminosos
Entre 2 minutos e 20 minutos após o Big Bang
Durante a era de fóton, a temperatura do universo cai até ao ponto em que os núcleos atómicos podem começar a formar. Prótons (íons de hidrogênio) e nêutrons começam a combinar em núcleos atômicos no processo de fusão nuclear. No entanto, nucleossíntese dura apenas cerca de três minutos, após o que a temperatura e densidade do universo caiu para o ponto onde a fusão nuclear não pode continuar. Neste momento, há cerca de três vezes mais íons de hidrogênio do que os núcleos hélio-4 e apenas quantidades vestigiais de outros núcleos.

### Dominação da matéria
47.000 anos após o Big Bang
Neste momento, as densidades de matéria não-relativista (núcleos atómicos) e radiação relativista (fótons) são iguais. O comprimento de Jeans, que determina as menores estruturas que podem formar (devido à concorrência entre a atração gravitacional e efeitos de pressão), começa a cair e perturbações, em vez de ser dizimado por radiação livre-transmissão, que pode começar a crescer em amplitude.

### Primeiras moléculas
100.000 anos após o Big Bang
Por volta de 100.000 anos, o universo esfriou o suficiente para o hidreto de hélio, a primeira molécula, se formar. Em abril de 2019, essa molécula foi anunciada pela primeira vez como descoberta no espaço interestelar. (Muito mais tarde, o hidrogênio atômico reage com o hidreto de hélio para criar o hidrogênio molecular, o combustível necessário para a formação de estrelas.)

### Recombinação, desacoplamento de fótons e a radiação cósmica de fundo (CMB)
300.000 anos após o Big Bang
| O fundo desta caixa se aproxima da cor original de 4000 K dos fótons liberados durante o desacoplamento, antes de se tornarem desvio para o vermelho para formar a radiação cósmica de micro-ondas. O universo inteiro teria aparecido como uma névoa brilhante de uma cor semelhante a esta e uma temperatura de 4000 K, na época. |

WMAP, os dados mostra as variações de fundo de microondas de radiação em todo o Universo a partir da nossa perspectiva, embora as variações reais são muito mais suaves do que o diagrama sugere.

Os átomos de Hidrogênio e Hélio começam a se formar e a densidade do universo cai. Durante a recombinação ocorre dissociação, fazendo com que os fótons evoluam de forma independente a partir da matéria. Isso significa que os fótons que compõem a radiação cósmica de fundo são um retrato do universo durante essa época.

## Idade das Trevas e surgimento da estrutura em larga escala
Entre 370 mil e cerca de 1 bilhão de anos após o Big Bang

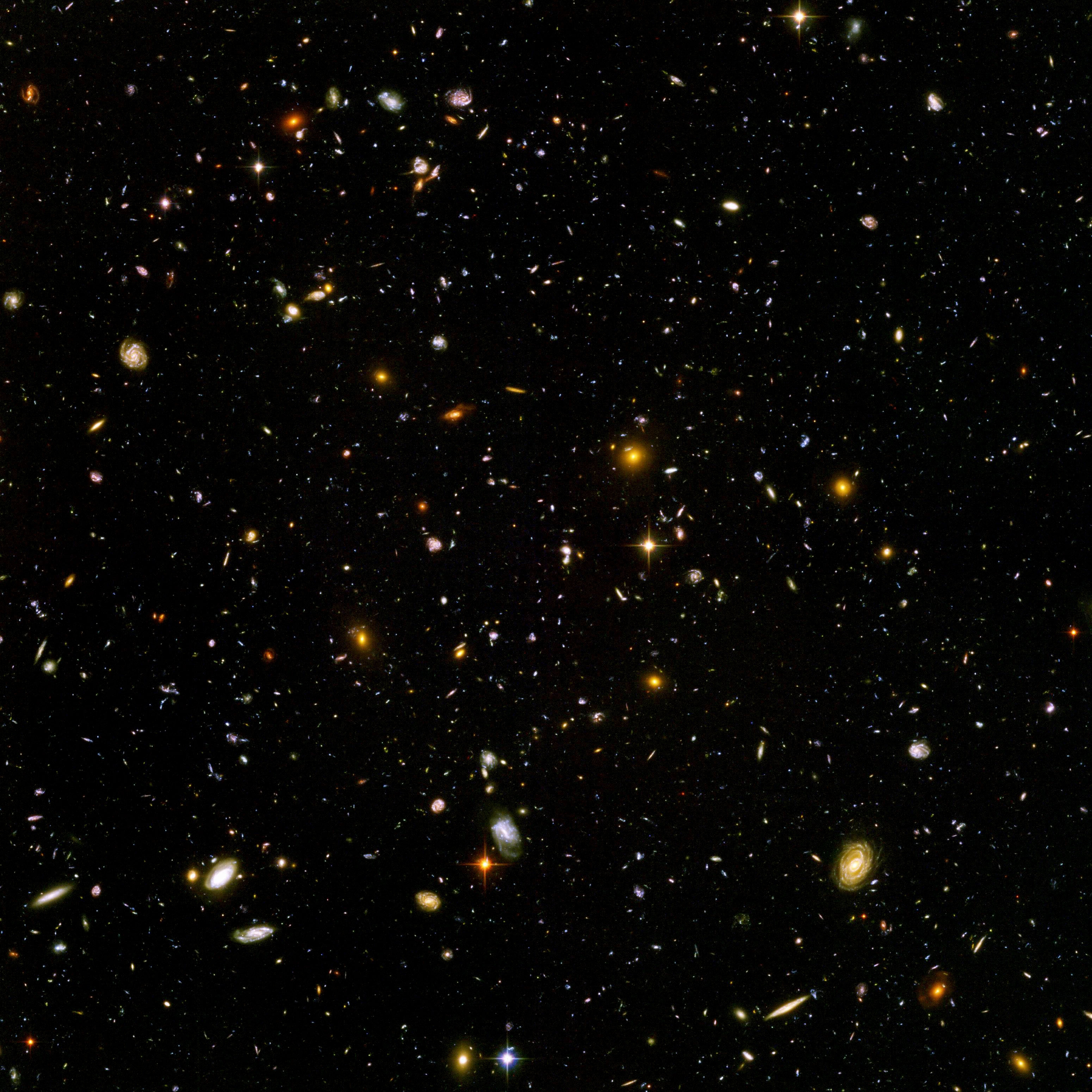
Os Hubble Ultra Deep Fields, muitas vezes mostram galáxias de uma época antiga que nos dizem que o início da era da Estelífera como foi formada.

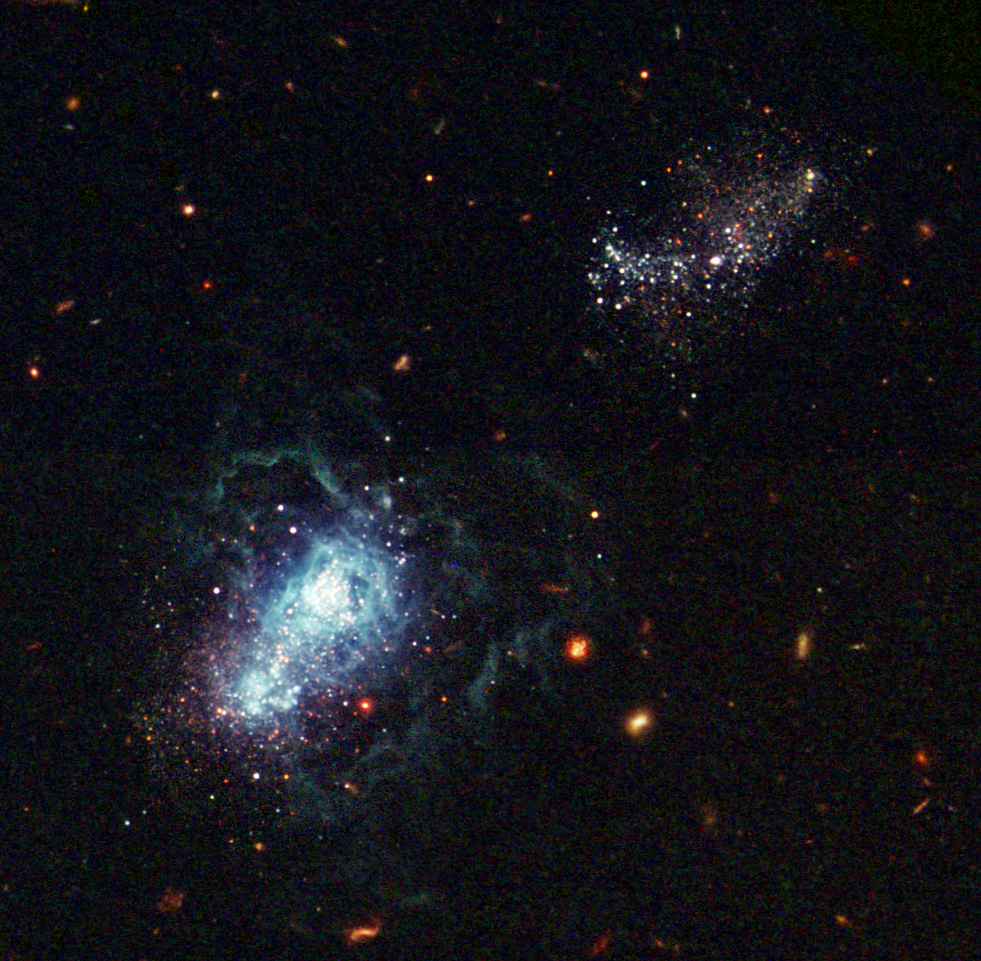
Outra imagem do Hubble mostra uma galáxia infantil se formando nas proximidades, o que significa isto aconteceu muito recentemente na escala de tempo cosmológica. Esta é uma evidência de que o Universo não está ainda terminada ainda com a formação de galáxias

Formação da estrutura no modelo do Big Bang procede de forma hierárquica, com estruturas menores formando antes de os maiores. As primeiras estruturas a formam são quasares, que são pensadas como ser brilhantes, começando como galáxias ativas e estrelas populacionais III. Antes dessa época, a evolução do universo poderia ser entendido através cosmológica teoria de perturbações lineares, ou seja, todas as estruturas poderia ser entendido como pequenos desvios de um universo homogêneo perfeito. Este é computacionalmente relativamente fácil de estudar. Neste ponto, as estruturas não-lineares começam a se formar, e o problema computacional torna-se muito mais difícil, envolvendo, por exemplo, simulação N-bodys com partículas.

### Idade das Trevas
Nesta era, muito poucos átomos são ionizados, então a única radiação emitida é a 21 centímetros de spin linha de hidrogénio neutro. Existe atualmente um esforço observacional em curso para detectar essa radiação profunda, como é, em princípio, uma ferramenta ainda mais poderosa do que a radiação cósmica de fundo para o estudo do universo primordial.

#### Era Habitável especulado
Entre 10 e 17 milhões anos após o Big Bang
A química da vida pode ter começado logo após o Big Bang, 13,8 bilhões anos atrás, durante uma era habitável quando o Universo tinha apenas 10-17 000 000 anos de idade.

### Primeiras estruturas e estrelas emergem
Entre 150 milhões e 1 bilhão anos após o Big Bang
As primeiras estrelas, mais provável que as estrelas da população III, forma e iniciar o processo de transformar os elementos leves que foram formados no Big Bang (hidrogénio, hélio e lítio) em elementos mais pesados. No entanto, como ainda não houve população de estrelas III observadas, e compreensão deles está baseada em modelos computacionais da sua formação e evolução. Felizmente observações da radiação cósmica de fundo de microondas pode ser usado para data em que a formação de estrelas começou a sério. Análise de tais observações feitas pelo telescópio Planck da Agência Espacial Europeia, como relatado pela BBC News no início de fevereiro de 2015, conclui que a primeira geração de estrelas se iluminou 560 000 mil anos após o Big Bang.

### Reionização
Os primeiros quasares formam a partir de colapso gravitacional. A intensa radiação que emitem reionização ao universo circundante. Deste ponto em diante, a maior parte do universo é composto de plasma.

### Galáxias, aglomerados e superaglomerados galácticos

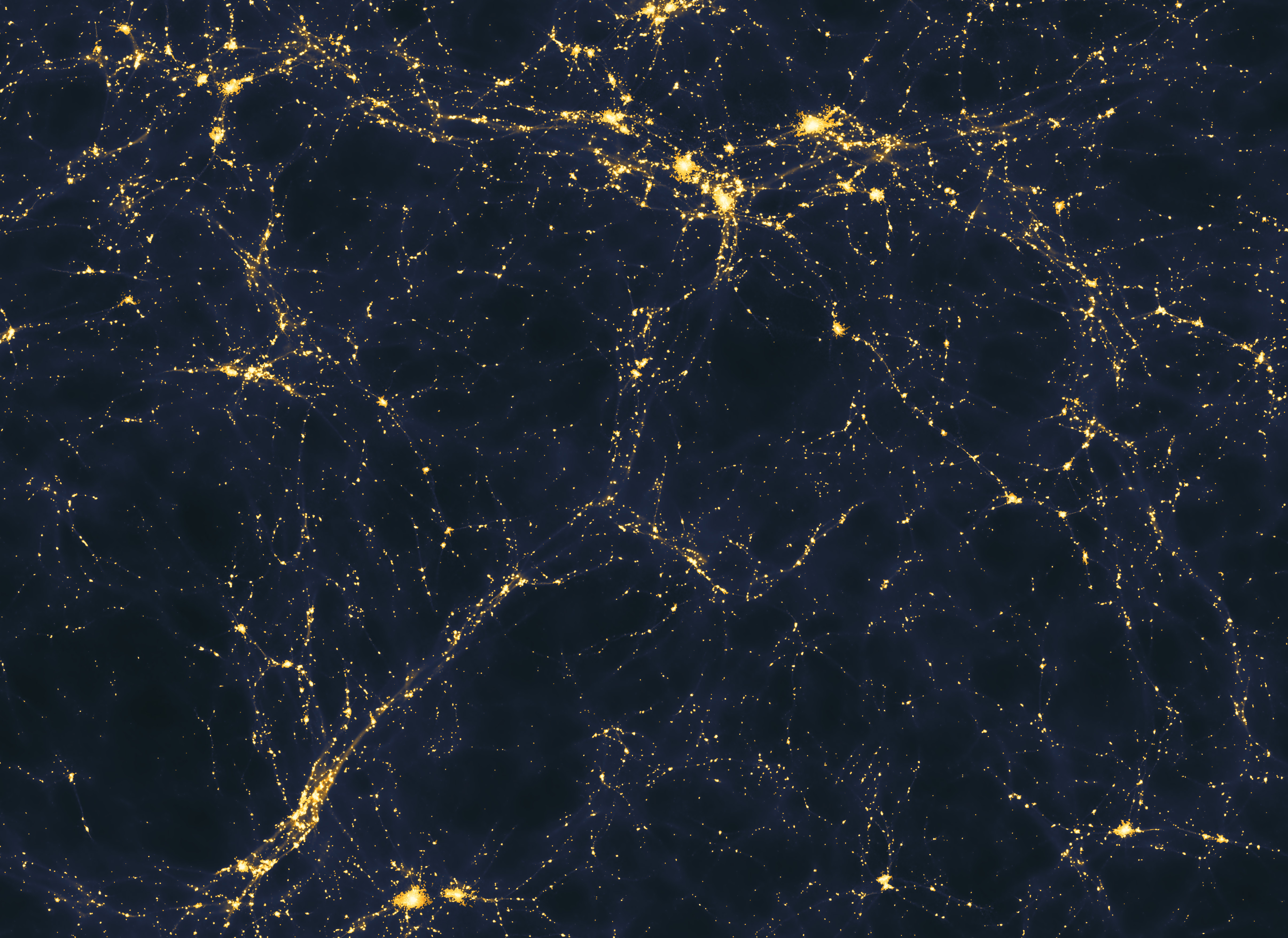
Visão simulada por computador da estrutura em grande escala de uma parte do universo com cerca de 50 milhões de anos-luz de diâmetro.

Colapso de grandes volumes de matéria,  para formar uma galáxia. População de estrelas II são formadas no início desse processo, com a população de estrelas I se formaram mais tarde.
Atração gravitacional puxa galáxias em relação uns aos outros para formar grupos, aglomerados e superaglomerados.

### Formação do Sistema Solar
8 bilhões de anos após o Big Bang
Finalmente, objetos da nossa escala, se formar o Sistema Solar. Nosso Sol é uma estrela de geração jovem, incorporando os restos de muitas gerações de estrelas anteriores, e formou aproximadamente 5 bilhões de anos, ou cerca de 8-9 000 000 000 de anos após o Big Bang.

## O Universo como aparece hoje
O universo apareceu da mesma forma que agora, por muitos bilhões de anos. Ele continuará parecido por muitos bilhões de anos no futuro.
Com base na ciência emergente da nucleocosmocronologia, estima-se que o disco fino galáctico da Via Láctea tenha sido formado 8,8 ± 1,7 bilhões de anos atrás.

### Era da dominação da energia escura
A partir de 9.8 bilhões de anos após o Big Bang
A partir de cerca de 9,8 bilhões de anos de tempo cósmico, acredita-se que o comportamento em grande escala do universo tenha mudado gradualmente pela terceira vez em sua história. Seu comportamento foi originalmente dominado pela radiação (constituintes relativísticos, como fótons e neutrinos) durante os primeiros 47.000 anos, e desde cerca de 370.000 anos do tempo cósmico, seu comportamento foi dominado pela matéria. Durante sua era dominada pela matéria, a expansão do universo começou a desacelerar, à medida que a gravidade refreava a expansão inicial para fora. Mas a partir de cerca de 9,8 bilhões de anos de tempo cósmico, as observações mostram que a expansão do universo lentamente para de desacelerar e, em vez disso, começa a acelerar novamente.

## O futuro distante e o destino final
Com as interpretações do que aconteceu no universo previamente, avanços na física fundamental são necessários antes que seja possível saber o destino final do universo com toda a certeza. Abaixo estão algumas das principais possibilidades.

### Morte térmica, 1-100 trilhão de anos
Este cenário é geralmente considerado como o mais provável, se o universo continuar expandindo como atualmente. Em uma escala de tempo na ordem de um trilhão de anos, as estrelas existentes se queimarão, e o universo ficará escuro. O universo se aproximará de um estado altamente entrópico. Sobre uma escala de tempo muito mais longa nas eras que seguem este, as galáxias entrarão em colapso nos buracos negros que consequentemente irão evaporar através da radiação de Hawking. Em algumas teorias de grande unificação, a decomposição de prótons converterá o gás interestelar remanescente em pósitrons e elétrons, que então se recombinarão em fótons. Neste caso, o universo será indefinidamente composto apenas de um banho de radiação uniforme, que sofrerá lentamente desvio para o vermelho (redshifted) em estados de energia menor e menor, congelando-se.

### Big Crunch, 100 bilhões de anos
Se a densidade de energia da energia escura fosse negativa ou o universo for um sistema fechado, então seria possível que a expansão do universo se invertesse e o universo se contraísse formando um corpo quente em estado denso. Isso seria análogo a uma inversão do big bang. Isto é frequentemente proposto como parte de um universo oscilatório, como um modelo cíclico. As observações atuais sugerem que esse modelo de universo provavelmente não está correto e a expansão continuará.

### Big Rip
Este cenário só é possível se a densidade de energia da energia escura realmente aumentar sem limite ao longo do tempo. Essa energia escura é chamada de energia fantasma e é diferente de qualquer tipo conhecido de energia (exceto da energia da partícula virtual). Neste caso, a taxa de expansão do universo aumentará sem limite. Sistemas ligados gravitacionalmente, tais como aglomerados de galáxias, galáxias e, em última instância, o sistema solar serão despedaçados. Eventualmente, a expansão será tão rápida que irá superar as forças eletromagnéticas que mantêm moléculas e átomos juntos. Finalmente, mesmo os núcleos atômicos serão despedaçados e o universo como o conhecemos terminará em um tipo incomum de singularidade gravitacional. Em outras palavras, o universo se expandirá tanto que a força eletromagnética que mantém as coisas juntas cairá conforme a expansão do universo, fazendo com que as todas as coisas desmoronem.

### Evento de metaestabilidade a vácuo (Vacuum metastability event)
Se o nosso universo estiver em um falso vácuo, é possível que o universo vá para um estado de energia mais baixo. Se isso acontecer, todas as estruturas serão destruídas instantaneamente, sem aviso prévio.